# Eberhard Schrader
Eberhard Schrader (Braunschweig, 7 gennaio 1836 – Berlino, 4 luglio 1908) è stato un assiriologo e orientalista tedesco.

## Biografia
Nacque a Braunschweig e studiò a Gottinga sotto Ewald. Nel 1858 vinse un premio universitario per un trattato sulle lingue etiopiche e nel 1863 divenne professore di teologia presso l'Università di Zurigo. Successivamente occupò le cattedre a Giessen (1870) e Jena (1873), e infine divenne professore di lingue orientali presso l'Università Friedrich Wilhelm, Berlino nel 1878. Pur essendosi rivolto dapprima alla ricerca biblica, i suoi principali risultati furono nel campo dell'Assiriologia, in cui fu un pioniere in Germania e acquisì una reputazione internazionale.
Partecipò alla realizzazione dell'opera storica Allgemeine Geschichte in Einzeldarstellungen, scritta da un gruppo di autori tedeschi, coordinati da Wilhelm Oncken.

## Opere
- Studien zur Kritik und Erklärung der biblischen Urgeschichte (1863).
- Wilhelm Martin Leberecht de Wette's Einleitung in das Alte Testament, 8ª edizione (1869).
- Die assyrisch-babylonischen keilinschriften (1872).
- Die keilinschriften und das Alte Testament (1872; 3° con editori Heinrich Zimmern e Hugo Winckler, 1901–02).
- Keilinschriften und Geschichtsforschung (1878). online
- Die Höllenfahrt der Istar (1874).
- Die Namen der Meere in den assyrischen Inschriften, Berlin 1878 (online)
- Zur Frage nach dem Ursprung der altbabylonischen Kultur (1884).
- Keilinschriftliche Bibliothek (1877).